# Christopher Brown (compositeur)
Pour les articles homonymes, voir Christopher Brown et Brown.
Christopher Brown est un compositeur britannique né le 17 juin 1943 à Tunbridge Wells. 

## Biographie
Christopher Roland Brown naît le 17 juin 1943 à Tunbridge Wells.
Il se forme comme choriste à l'abbaye de Westminster et choral scholar au King's College de Cambridge entre 1962 et 1965, avant d'étudier la composition à la Royal Academy of Music de Londres avec Lennox Berkeley puis avec Boris Blacher à la Hochschule für Musik de Berlin.
À partir de 1969, il enseigne à la Royal Academy of Music.
Comme compositeur, Christopher Brown est l'auteur d'œuvres pour chœur et orchestre, pour chœur mixte non accompagné et pour voix seule, ainsi que de la musique d'église, de la musique symphonique, instrumentale et éducative. Il est lauréat du prix Prince-Pierre-de-Monaco, du prix Guinness de composition à deux reprises et du prix du concours international de Washington.

## Œuvres
Parmi ses œuvres, figurent :

### Musique symphonique
- Sonata pour cordes, op. 42, 1974 ;
- The Sun: Rising, threnody, op. 44, 1976 ;
- Concerto pour orgue ;
- Toy Symphony, pour orchestre de chambre et instruments jouets ;
- Triptych.

### Musique vocale
- David, cantate (d'après la Bible, C. Smart), op. 21, pour mezzo-soprano, baryton, chœur et orchestre, 1970 ;
- Soliloquy (d'après Emily Brontë, Thomas Wyatt et James Joyce), op. 35, pour contreténor/baryton et orchestre, 1973 ;
- Missa brevis, op. 16, pour alto, ténor, baryton, chœur et orchestre de chambre, 1976 ;
- Christmas Cantata, pour soprano, chœur et orchestre de chambre ;
- Landscapes, pour soprano et orchestre ;
- Mag, pour soprano, alto, ténor, basse, chœur et orchestre ;
- 3 Shakespeare Songs, op. 7, pour chœur (SSAATBB), 1965 ;
- Elegy « Fear no more the heat o’ the sun » (d'après W. Shakespeare, Herrick et anonyme), op. 14, pour chœur (SSATBB), 1967 ;
- The Snows of Winter (cycle de mélodies), op. 32, pour 2 sopranos, alto, ténor, baryton, basse, hautbois, clarinette, basson, violon, violoncelle et piano, 1971 ;
- Seascape (d'après B. Devereaux), op. 53, pour soprano, basse, récitant, chœur et quintette de cuivres, 1984 ;
- Mass, pour chœur (SATB).

### Musique de chambre
- Chamber Music, op. 40, pour clarinette, cor, violoncelle et piano, 1975 ;
- Quatuor à cordes no 2, op. 43, 1975 ;
- Images, pour quintette de cuivres ;
- La légende de l'étoile, pour orgue et percussion.